# Hrbine (Šipovo)
Hrbine (szerbül: Хрбине) falu Bosznia-Hercegovinában, Bosanska krajina területén, a Szerb Köztársaságban, Šipovo községben. Hrbine falunak a Szerb Köztársaság területéhez került kis területű, lakatlan része.

## Fekvése
Bosznia-Hercegovina közép-nyugati részén, Banja Lukától légvonalban 77, közúton 120 km-re délre, községközpontjától légvonalban 21 km-re, közúton 39 km-re délre található. A hegyi település a Hrbljina (Hrbine) nevű hegység a fennsíkján, Tropolje (Zavrsje) történelmi régiójában fekszik. A hegység legmagasabb csúcsa a Hamza csúcs (1543 m). A Hrbljina Cincartól északnyugatra található, és dinári irányban húzódik északnyugat-délkelet felé, párhuzamosan Vitorog és a Slovinj-hegységekkel, amelyek között található. A fennsík jellemzője, hogy a számos víznyelő és egyéb karsztképződmény (föld alatti üreg, barlang) található itt. A fennsík sajátosságai a szegényes hegyi rétek, amelyek körülbelül 1250 méteres magasságig terjednek. A fennsík egy sziklás és karsztos mészkő alapon helyezkednek el. Éles gerincek és mély völgyek vágják őket. A nagy talajnedvesség és a fűzfák által dominált alacsony aljnövényzet jellemzi, a völgyek nagy része égerfákkal van benőve.

## Népessége
| Nemzetiségi csoport | Népesség 1991 | Népesség 2013 |
| ------------------- | ------------- | ------------- |
| Szerb               | 84            | 0             |
| Bosnyák             | 0             | 0             |
| Horvát              | 1             | 0             |
| Jugoszláv           | 0             | 0             |
| Egyéb               | 0             | 0             |
| Összesen            | 85            | 0             |

## Története
A település 1878-ig tartozott az Oszmán Birodalomhoz, majd az Osztrák-Magyar Monarchia része lett. A monarchia szétesésével 1918-ben előbb a Szerb-Horvát-Szlovén Királyság, majd 1929-től a Jugoszláv Királyság része. Jugoszlávia megszállása után a falu a Független Horvát Állam (NDH) része lett. 1945-től a település a szocialista Jugoszlávia része volt.
A településen az 1991-es népszámlálás adatai szerint 85-en éltek. A Bosznia-Hercegovinában zajló polgárháború idején a Visoko Krajina többi településéhez hasonlóan a Boszniai Szerb Köztársaság része volt. A területén 1995 szeptemberéig nem volt háborús hadművelet, ekkor azonban a település területét a Horvát Köztársaság fegyveres ereje megszállta. A horvát csapatok elől a lakosság elmenekült. A daytoni tárgyalások és a daytoni békemegállapodás aláírása után a település nagyobb része a Bosznia-hercegovinai Föderációhoz, Glamoč községhez került, míg a valamivel kisebb, lakatlan része visszakerült a Szerb Köztársasághoz, azon belül Šipovo községhez. Ma a település mindkét része kihalt.

## Nevezetességei
A környék a kis- és nagyfajd gazdag vadászterülete. Ferenc Ferdinánd osztrák trónörökös kíséretével gyakran vadászott itt és a Hamzin vrh nevű hegycsúcs közelében nyaralót kezdett építeni, amit 1914-ben Szarajevóban bekövetkezett erőszakos halála akadályozott meg.